# Carl Schultén (1677–1730)
Carl Schultén, född 1677 i Svedvi, Västmanland, död 1730 i Lund, var en svensk orientalist.

## Biografi
Carl Schultén var son till pastorn Samuel Schultenius och Margareta Schultin, och hans moster var Haqvin Spegels hustru. Brodern Samuel Schultenius var professor i Åbo. En dotter var gift med Carl Tiliander.
Schultén var först professor i österländska språk vid Lunds universitet och blev senare tredje professor i teologi där. År 1721 var han universitetets rektor.